# アリス・グラハム・アンダーヒル
アリス・グラハム・アンダーヒル（英語: Alice Graham Underhill、1946年3月8日 - ）は、アメリカ合衆国の政治家。民主党所属。ノースカロライナ州議会議員。下院第3区選出（2001-2003、2005-2011）。2010年、ノーマン・W・サンダーソンに敗れたため再選を果たせず、以来下院選に出馬していない。